# 高铼酸铷
高铼酸铷是铷的高铼酸盐，化学式RbReO4，无色晶体，微溶于水。

## 制取
可利用高铼酸钠或高铼酸的复分解反应制取：
- NaReO4 ＋ RbCl → RbReO4↓ ＋ NaCl
- HReO4 ＋ RbCl → RbReO4↓ ＋ HCl